# 11. arrondissement i Paris
11. arrondissement i Paris er et af Paris' 20 arrondissementer og er placeret på højre seinebred. Det kaldes også arrondissement de Popincourt.

## Geografi

### Bykvarterer
Arrondissementet er delt i fire bykvarterer:
| Kvarter           | Areal (km2) | Del af arr. | Befolkning (1999) | Del af arr. |
| ----------------- | ----------- | ----------- | ----------------- | ----------- |
| Folie-Méricourt   | 0,73        | 20%         | 33.002            | 22%         |
| Saint-Ambroise    | 0,84        | 23%         | 32.168            | 22%         |
| Roquette          | 1,17        | 32%         | 47.520            | 32%         |
| Sainte-Marguerite | 0,93        | 25%         | 36.476            | 24%         |

## Demografi
| År   | Befolkning |
| ---- | ---------- |
| 1954 | 200.625    |
| 1962 | 193.775    |
| 1968 | 179.613    |
| 1975 | 158.540    |
| 1982 | 145.776    |
| 1990 | 153.569    |
| 1999 | 149.166    |